# Kouba (Mandjou)
Pour les articles homonymes, voir Kouba (homonymie).
Kouba est un village situé dans la région de l'Est du Cameroun. Il dépend du département du Lom-et-Djérem et de la commune de Mandjou (le village se trouvant à km[Combien ?] de Mandjou).

## Population
Lors du recensement de 2005, on y dénombrait 395 personnes.
En mai 2018, Kouba comptait 750 habitants.